# Qatalum
Qatalum (Qatar Aluminium Limited; arabisch ألومنيوم قطر, DMG Alūminyūm Qaṭar) ist ein Joint Venture zwischen Qatar Petroleum und Hydro Aluminium AS, einer Tochter der Norsk Hydro. Das Unternehmen betreibt in Katar eine Aluminiumhütte mit einer Kapazität von 585.000 t Primäraluminium pro Jahr.
Der Umsatz des Unternehmens lag im Jahre 2012 bei 1,558 Mrd. USD.

## Geschichte
Eine erste Übereinkunft zwischen den Partnern wurde im Dezember 2004 unterzeichnet. Im März 2006 wurde die Gründung des Joint Venture vereinbart. Die Bauarbeiten am Aluminiumwerk begannen im November 2007. Die offizielle Einweihung des Aluminiumwerks erfolgte dann am 12. April 2010 durch das damalige Staatsoberhaupt Hamad bin Chalifa Al Thani.

## Aluminiumwerk
Das Aluminiumwerk liegt in Mesaieed, Gemeinde Al Wakra, ungefähr 30 km südlich von Doha. Es besteht aus vier Bereichen:
- Die Erzeugung des Primäraluminiums findet in zwei Gebäuden mit einer Länge von jeweils 1.150 m statt. In ihnen befinden sich jeweils zwei Reihen (engl. potlines) mit jeweils 176 Stahlwannen (d. h. insgesamt 704), in denen das Aluminium erschmolzen wird. Die dabei verwendete Stromstärke beträgt 300 kA.[7] Es werden jährlich 1,1 Mio. t Aluminiumoxid importiert.[8]

- In der Anodenfabrik werden pro Jahr ca. 300.000 t Anoden aus Petrolkoks und Pech hergestellt, da für die Erzeugung von einer Tonne Aluminium ungefähr eine halbe Tonne Anodenmaterial verbraucht wird.[9] Dazu werden jährlich 223.000 t Petrolkoks und 50.000 t Pech importiert.[8]

- In der Gießerei werden pro Jahr ca. 625.000 t Aluminiumprodukte hergestellt.[10]

- Das Kraftwerk Qatalum, das eigens für die Versorgung des Aluminiumwerks errichtet wurde, hat eine installierte Leistung von 1.350 MW.

## Sonstiges
Die Gesamtkosten für das Aluminiumwerk betragen 5,7 Mrd. USD, davon 900 Mio. USD für das Kraftwerk. Ursprünglich waren die Gesamtkosten mit 3 Mrd. USD veranschlagt worden.